# 건강충전 101%
건강충전 101%는 메디TV에서 2005년 4월부터 2005년 11월까지 방송했던 건강 쇼 프로그램이다.

## 역대 MC
- 1대 : 김태현, 김희조
- 2대 : 김학도, 김희조
- 3대 : 홍지호, 김희조

## 생생 메디체험 역대 리포터
- 안희경
- 김래이
- 정설
- 박혜원

## 코너

### 고정 코너
- 오늘의 주제
- 생생 메디체험
- 숨어있는 1%를 잡아라!

### 역대 코너
- 1대 ~ 2대 : 갈팡질팡 OX
- 3대 : 궁금해요 톡·톡·톡